# Hector-Albert Chaulet d'Outremont
Hector-Albert Chaulet d'Outremont, né le 26 février 1825 à Tours et mort le 14 septembre 1884 au Mans, est un prélat français, évêque d'Agen puis du Mans.

## Biographie
Petit-fils du baron Honoré René Marchant, intendant général de la Grande Armée, lui et son frère sont adoptés par le général-comte Anselme-Louis d'Outremont de Minières, qui avait épousé Marie-Albertine de La Roche de La Ribellerie, veuve du baron Honoré-René Marchant.
Après avoir suivi ses études à Tours, il fit son droit à Paris, puis débuta comme avocat à Tours et comme conseiller de préfecture d'Indre-et-Loire. 
Il entra en 1853 dans les ordres, est ordonné diacre le 22 décembre 1855, puis prêtre le 19 mars 1856. En 1871, il est nommé évêque d'Agen, et est sacré comme tel le 19 mars 1871 par Joseph Hippolyte Guibert, archévêque de Tours. En 1874, il est transféré au siège du Mans.

## Armoiries
| Figure | Blasonnement |
|        | Evêque d'Amiens Au 1 d'or au chevron de gueules accompagné de trois flammes de même; au 2 d'azur au chevron d'or accompagné en chef d'une étoile d'argent rayonnante et en pointe d'une montagne à six coupeaux de même.                                  |
|        | Evêque du Mans Ecartelé : aux 1 et 4 d'or au chevron de gueules accompagné de trois flammes de même; aux 2 et 3 d'azur au chevron d'or accompagné en chef d'un soleil d'argent et en pointe d'une montagne à six coupeaux d'or, celui de base de gueules. |